# Zakaria Chihab
Zakaria Chihab (in arabo زكريا شهاب‎?; 5 marzo 1926 – novembre 1984) è stato un lottatore libanese, specializzato nella lotta greco-romana.

## Palmarès

### Olimpiadi
- Argento a Helsinki 1952 nei pesi gallo.